# Gare de Landen
La gare de Landen (en néerlandais : station Landen) est une gare ferroviaire belge de la ligne 36, de Bruxelles-Nord à Liège-Guillemins, située à proximité du centre de la ville de Landen dans la province du Brabant flamand en Région flamande.
Elle est mise en service en 1838 par l'Administration des chemins de fer de l'État belge.
C'est une gare voyageurs de la Société nationale des chemins de fer belges (SNCB) desservie par des trains InterCity (IC), Suburbains (S) et d’Heure de pointe (P).

## Situation ferroviaire
Établie à 83 mètres d'altitude, la gare de Landen est située au point kilométrique (PK) 59,990 de la ligne 36, de Bruxelles-Nord à Liège-Guillemins, entre les gares ouvertes de Neerwinden et de Waremme.
C'est une gare de bifurcation avec la ligne 21, de Landen à Hasselt, dont les voies bifurquaient initialement à proximité de la gare, alors disposée dans l'angle entre les deux lignes. Elle était également desservies par deux lignes désormais fermées et démontées : la ligne 127 de Landen à Statte et la ligne 147 de Landen à Gembloux et Fleurus.

## Histoire
La station de Landen est mise en service le 2 avril 1838, par l'Administration des chemins de fer de l'État-belge, lorsqu'elle ouvre à l'exploitation la section de Tirlemont à Ans, de sa ligne de Bruxelles à Liège.
Le bâtiment de la gare construit en 1858, et complété en 1897 pour mieux accommoder le chef de station, était disposé dans l'angle formé par la ligne 36 vers Liège et la ligne 21 vers Hasselt. Entre la fin des années 1840 et 1897, elle était partagée entre les chemins de fer de l’État belge et la compagnie, privée, du Grand Central belge. De cette cohabitation, et du fait que ce bâtiment fut agrandi à plusieurs reprises, en résultent un ensemble complexe de plusieurs bâtiments.
Dans le cadre d'une modernisation de la ligne 36 ajoutant des voies de garage, gares de secours et siding-lines pour les trains de marchandises, le bâtiment de la gare devait être démoli au profit d'un nouveau bâtiment pour les voyageurs. Ce projet communiqué en juin 1914 connaîtra un début d'application durant l'entre-deux-guerres.
Dans les années 1960, la gare d'origine fut démolie et la ligne 21, qui traversait à niveau une partie de la ville, fut reportée vers une nouvelle courbe en dehors de la ville. Le nouveau bâtiment de la gare, inauguré vers 1967, est un édifice moderne, à la structure en béton, avec de grandes surfaces vitrées et des briques glaçées de couleur blanc cassé. La partie réservée aux voyageurs comporte une sorte de résille de béton aux ouvertures en forme de croix.

## Service des voyageurs

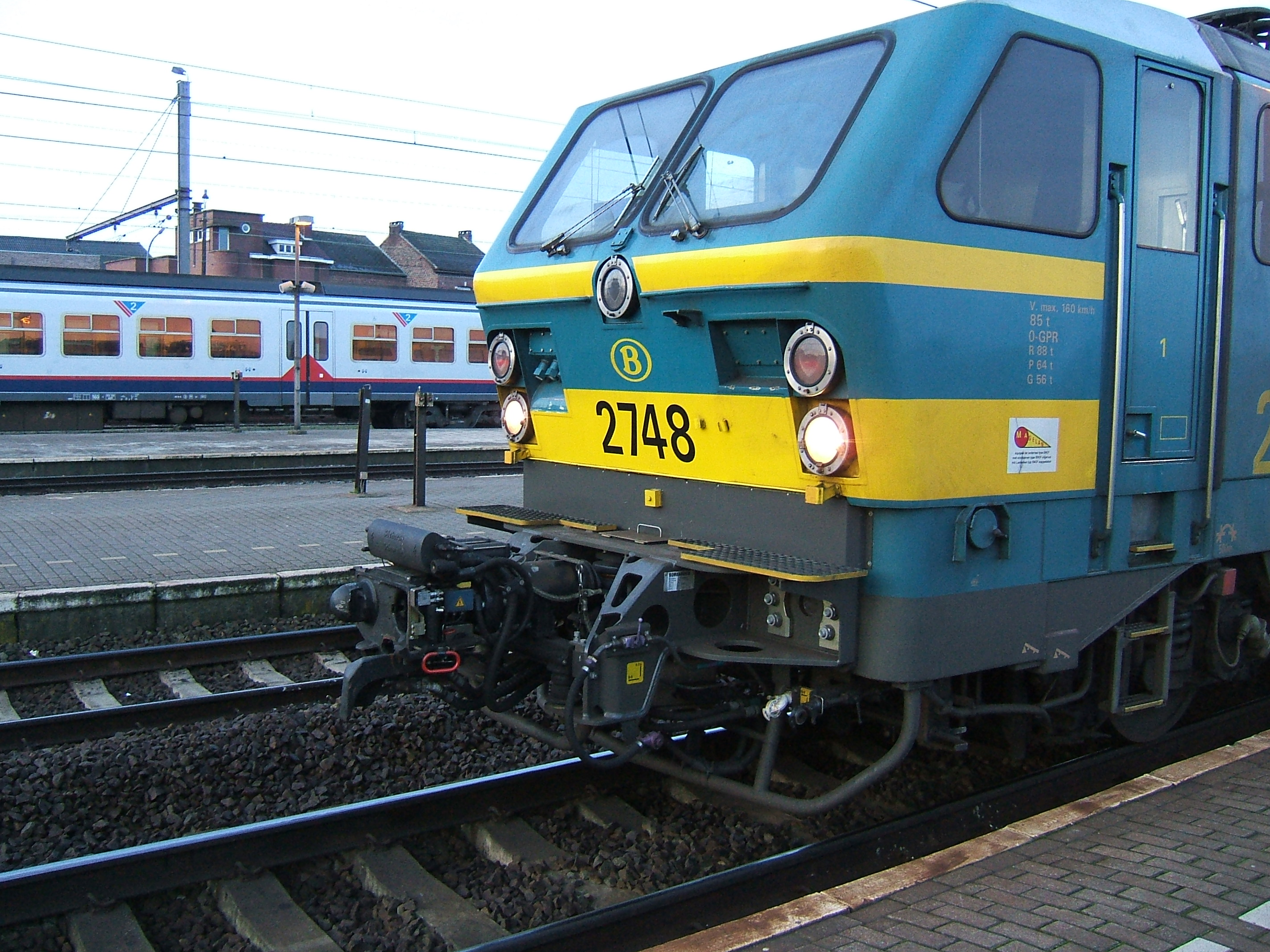
Trains à quai.

### Accueil
Gare SNCB, elle dispose d'un bâtiment voyageurs, avec guichet, ouvert tous les jours. Elle est équipée d'automates pour l'achat de titres de transport et un buffet est installé en gare. Des aménagements, équipements et services sont à la disposition des personnes à mobilité réduite. Un buffet est installé en gare.
Un souterrain permet la traversée des voies et le passage d'un quai à l'autre.

### Desserte
Landen est desservie par des trains InterCity (IC), Suburbains (S) et d'Heure de pointe (P) de la SNCB (voir brochure SNCB de la ligne 36).

#### Semaine
En semaine, Landen est possède quatre dessertes régulières cadencées à l’heure :
- des trains IC entre Blankenberge ou Bruges et Genk via Bruxelles et Hasselt ;
- des trains IC (à arrêts fréquents) entre Quiévrain et Liège-Guillemins (limités à Mons ou Saint-Ghislain en fin de journée) ;
- des trains IC entre Landen et Gand-Saint-Pierre via Brussels-Airport-Zaventem
- des trains S9 reliant Landen à Nivelles via Louvain, Evere, Bruxelles-Schuman et Etterbeek.

Il existe aussi quelques trains supplémentaires en heure de pointe :
- un unique train IC de Liège-Guillemins à Ostende (le matin) ;
- deux trains P entre Liège-Guillemins et Bruxelles-Midi (le matin) ;
- deux trains P entre Landen et Bruxelles-Midi (le matin) ;
- deux trains P entre Genk et Bruxelles-Midi (le matin) ;
- un unique train P entre Louvain et Genk (le matin) ;
- trois trains S44 supplémentaires de Landen à Liège-Guillemins (le matin) ;
- un unique train S44 de Liège-Guillemins à Landen (le matin) ;
- deux trains P entre Bruxelles-Midi et Liège-Guillemins (l’après-midi) ;
- un unique train P entre Bruxelles-Midi et Genk (l’après-midi) ;
- un unique train P entre Genk et Louvain (l’après-midi) ;
- deux trains P entre Bruxelles-Midi et Hasselt (l’après-midi) ;
- un unique train IC dans chaque sens entre Eupen et Ostende (en fin de soirée) ;
- un unique train IC d'Ostende à Welkenraedt (en fin de soirée).

#### Week-ends et jours fériés
La desserte comprend trois services réguliers :
- des trains IC entre Blankenberge ou Bruges et Genk via Bruxelles et Hasselt ;
- des trains IC (à arrêts fréquents) entre Landen et La Panne via Gand-Saint-Pierre et Brussels-Airport-Zaventem ;
- des trains S44 reliant Landen à Liège-Guillemins (en semaine, ces trains existent aussi mais ne vont pas jusque Landen).

On retrouve également quatre trains IC de- et vers Liège tôt le matin ou tard le soir :
- un unique train IC de Liège-Guillemins à Ostende (le matin) ;
- un unique train IC dans chaque sens entre Eupen et Ostende (en fin de soirée) ;
- un unique train IC d’Ostende à Welkenraedt (en fin de soirée).

### Intermodalité
Un parc (gratuit) pour les vélos et un parking (gratuit) pour les véhicules y sont aménagés.
Une station de taxis et un arrêt de bus sont situés à proximité.

## Comptage voyageurs
Ce graphique et tableau montre le nombre de voyageurs embarquant en moyenne durant la semaine, le samedi et le dimanche.
| Nombre de passagers qui embarquent à la gare de Landen | Nombre de passagers qui embarquent à la gare de Landen | Nombre de passagers qui embarquent à la gare de Landen | Nombre de passagers qui embarquent à la gare de Landen |
|                                                        | Semaine                                                | Samedi                                                 | Dimanche                                               |
| ------------------------------------------------------ | ------------------------------------------------------ | ------------------------------------------------------ | ------------------------------------------------------ |
| 1977                                                   | 6 800                                                  | 2 739                                                  | 882                                                    |
| 1978                                                   | 6 500                                                  | 2 700                                                  | 700                                                    |
| 1979                                                   | 6 308                                                  | 2 364                                                  | 3 444                                                  |
| 1980                                                   | 6 340                                                  | 2 958                                                  | 2 499                                                  |
| 1981                                                   | 7 055                                                  | 2 771                                                  | 4 020                                                  |
| 1982                                                   | 7 713                                                  | 2 937                                                  | 3 650                                                  |
| 1983                                                   | 7 084                                                  | 2 507                                                  | 2 895                                                  |
| 1984                                                   | 7 664                                                  | 3 193                                                  | 4 214                                                  |
| 1985                                                   | 8 228                                                  | 3 631                                                  | 5 200                                                  |
| 1986                                                   | 8 263                                                  | 3 545                                                  | 5 002                                                  |
| 1987                                                   | 7 741                                                  | 3 779                                                  | 3 935                                                  |
| 1988                                                   | 9 042                                                  | 4 040                                                  | 4 817                                                  |
| 1989                                                   | 7 890                                                  | 3 520                                                  | 5 693                                                  |
| 1990                                                   | 9 574                                                  | 4 176                                                  | 5 669                                                  |
| 1991                                                   | 7 542                                                  | 4 230                                                  | 4 034                                                  |
| 1992                                                   | 8 506                                                  | 4 310                                                  | 3 998                                                  |
| 1993                                                   | 8 461                                                  | 3 925                                                  | 4 269                                                  |
| 1994                                                   | 8 080                                                  | 3 263                                                  | 4 396                                                  |
| 1995                                                   | 7 820                                                  | 4 424                                                  | 3 756                                                  |
| 1996                                                   | 6 116                                                  | 2 057                                                  | 1 899                                                  |
| 1997                                                   | 8 286                                                  | 4 291                                                  | 4 709                                                  |
| 1998                                                   | 3 058                                                  | 1 473                                                  | 1 770                                                  |
| 1999                                                   | 2 706                                                  | 1 224                                                  | 1 141                                                  |
| 2000                                                   | 2 803                                                  | 1 653                                                  | 1 637                                                  |
| 2001                                                   | 2 943                                                  | 1 448                                                  | 1 344                                                  |
| 2002                                                   | 2 697                                                  | 1 741                                                  | 1 570                                                  |
| 2003                                                   | 2 674                                                  | 941                                                    | 1 030                                                  |
| 2004                                                   | 2 841                                                  | 710                                                    | 588                                                    |
| 2005                                                   | 2 520                                                  | 684                                                    | 662                                                    |
| 2006                                                   | 3 465                                                  | 1 006                                                  | 928                                                    |
| 2007                                                   | 3 889                                                  | 912                                                    | 796                                                    |
| 2008                                                   | -                                                      | -                                                      | -                                                      |
| 2009                                                   | 3 193                                                  | 877                                                    | 778                                                    |
| 2010                                                   | -                                                      | -                                                      | -                                                      |
| 2011                                                   | -                                                      | -                                                      | -                                                      |
| 2012                                                   | 3 363                                                  | 1 354                                                  | 1 406                                                  |
| 2013                                                   | 3 600                                                  | 2 121                                                  | 1 895                                                  |
| 2014                                                   | 2 994                                                  | 2 053                                                  | 1 835                                                  |
| 2015                                                   | 3 504                                                  | 1 262                                                  | 1 245                                                  |
| 2016                                                   | 3 096                                                  | 1 036                                                  | 1 086                                                  |
| 2017                                                   | 3 192                                                  | 1 284                                                  | 1 291                                                  |
| 2018                                                   | 3 644                                                  | 1 557                                                  | 1 418                                                  |
| 2019                                                   | 3 448                                                  | 1 353                                                  | 1 305                                                  |
| 2020                                                   | 1 522                                                  | 622                                                    | 693                                                    |
| 2021                                                   | -                                                      | -                                                      | -                                                      |
| 2022                                                   | 2 703                                                  | 1 256                                                  | 1 038                                                  |
| 2023                                                   | 3 007                                                  | 1 084                                                  | 1 093                                                  |
| 2024                                                   | 3 125                                                  | 861                                                    | 670                                                    |